# Copăcele

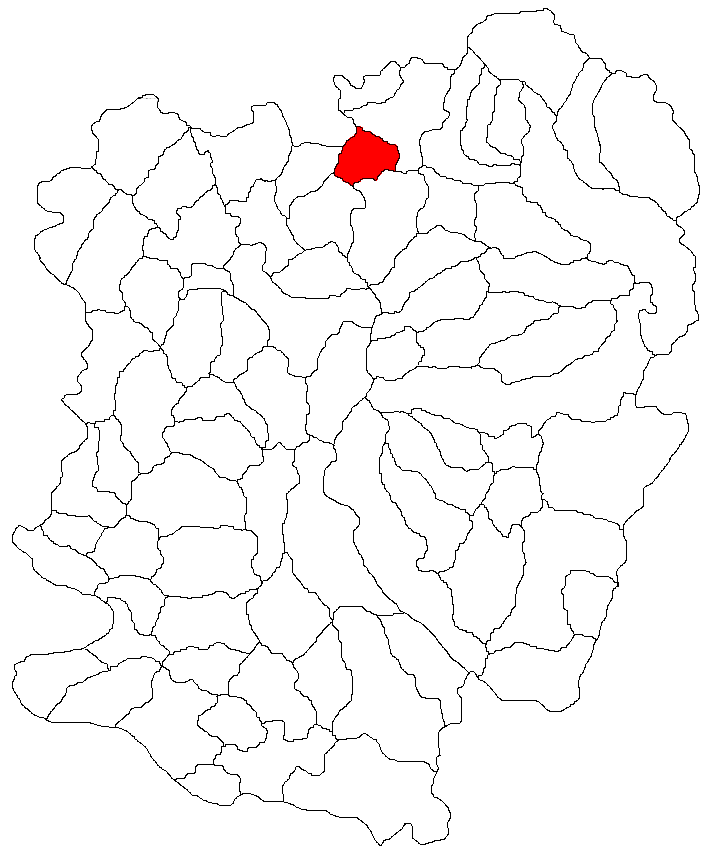
Lage der Gemeinde Copăcele im Kreis Caraș-Severin

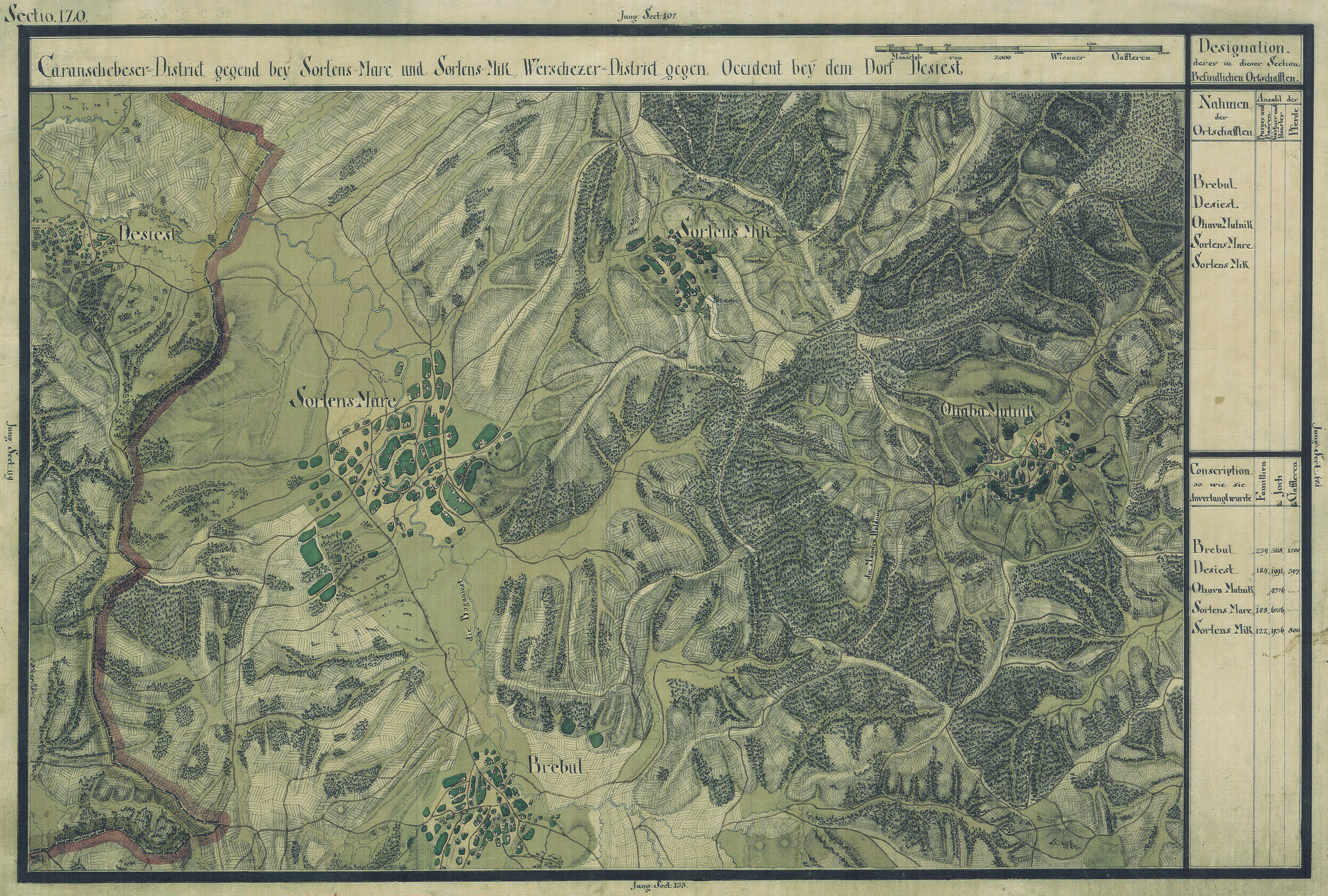
Das Dorf Ohaba-Matnik auf der Josephinischen Landaufnahme

Copăcele (ungarisch Ruténtelep) ist eine Gemeinde im Kreis Caraș-Severin, in der Region Banat, im Südwesten Rumäniens. Zu der Gemeinde Copăcele gehören auch die Dörfer Ohaba-Mâtnic, Ruginosu und Zorile.

## Geografische Lage
Copăcele liegt im Osten des Kreises Caraș-Severin, an der Kreisstraße DJ 608B.

## Nachbarorte
| Zgribești     | Sacu                                        | Constantin Daicoviciu |
| Zorlențu Mare | Kompassrose, die auf Nachbargemeinden zeigt | Prisaca               |
| Brebu         | Cornuțel                                    | Păltiniș              |

## Geschichte
Die Gemeinde Copăcele besteht aus vier Dörfern, wobei Copăcele und Zorile von Ukrainern bewohnt sind und erst 1908–1910 gegründet wurden, während Ohaba Mâtnic und Ruginosu bereits im 18. Jahrhundert urkundlich auftauchten und von Rumänen bewohnt sind.
Auf der Josephinischen Landaufnahme von 1717 ist Ohaba Matnik eingetragen. Nach dem Frieden von Passarowitz (1718) war die Ortschaft Teil der Habsburger Krondomäne Temescher Banat. 
Infolge des Österreichisch-Ungarischen Ausgleichs (1867) wurde das Banat dem Königreich Ungarn innerhalb der Doppelmonarchie Österreich-Ungarn angegliedert. Die amtliche Ortsbezeichnung war Ruténtelep.
Der Vertrag von Trianon am 4. Juni 1920 hatte die Dreiteilung des Banats zur Folge, wodurch Copăcele  an das Königreich Rumänien fiel.

## Bevölkerungsentwicklung
Die Einwohnerzahlen der Gemeinde Copăcele haben sich wie folgt entwickelt:
| 1880 | 1203 | 1173 | 19 | 5  | 6              |
| 1910 | 1494 | 1188 | 22 | 17 | 267            |
| 1930 | 3536 | 1041 | 3  | 7  | 2485           |
| 1977 | 2310 | 665  | 3  | 5  | 1637           |
| 2002 | 1357 | 469  | 3  | -  | 885            |
| 2021 | 865  | 370  | 2  | -  | 493 (439 Roma) |